# Auguste Haury
Pour les articles homonymes, voir Haury.
Auguste Haury, né Victor Marie Theodule Auguste Haury le 28 février 1910 à Vesoul et mort le 22 juin 2002 à Bron, est un enseignant en langue et littérature latines et un essayiste français.

## Biographie
Auguste Haury est né au 25 rue d'Alsace Lorraine. Il  débuta sa scolarité au collège Gérôme de Vesoul, entre au lycée de Vesoul où il fut lauréat du Concours général puis poursuivit ses études en classes préparatoires au lycée Louis-le-Grand de Paris. Agrégé en Lettres classiques, il fut ensuite professeur, notamment au lycée Ampère de Lyon, au lycée Gérôme de Vesoul, au lycée Marcel-Roby de Saint-Germain-en-Laye. Il est professeur de langue et littératures latine à la Faculté de Lettres de Bordeaux (devenue en 1971 l'Université Bordeaux-III) de 1953 à 1978,.
Sa thèse L'Ironie et l'Humour chez Cicéron obtient le prix Bordin de l’Académie française en 1956. En 1961, il publie une traduction en latin du Petit Prince d'Antoine de Saint-Exupéry.
Il était chevalier de la Légion d'honneur.

## Publications
- L'ironie et l'humour chez Cicéron (thèse principale), Leyde, Brill Archive, 1955 (présentation en ligne).
- Les Secrets d'un triomphe manqué, Rome, Centro di studi ciceroniani editore, 1961.
- Regulus vel pueri soli sapiunt Qui liber Le Petit Prince inscribitur ab Augusto Haury in latinum conversus ; Antonius a Sancto Exuperio scripsit et ipse picturius ornavit, Paris, Hazan, 1961, 95 p.